# Molopospermum peloponnesiacum
Espèce
Classification phylogénétique
Synonymes
- Cicutaria peloponnesiaca L.
- Cicutaria verticillata Moench
- Ligusticum brancionis Schrank
- Ligusticum cicutarium Lam.
- Ligusticum peloponesiacum L.
- Molopospermum cicutarium Lam.
- Pleurospermum cicutarium Lam.

Statut de conservation UICN

 LC  : Préoccupation mineure
 France 
Molopospermum peloponnesiacum, le Moloposperme du Péloponnèse  ou « couscouil »  (nom régional, du catalan roussillonnais coscoll) est une espèce de plantes à fleurs de la famille des Apiacées, la seule du genre Molopospermum, présente dans les Alpes du Sud et les Pyrénées.
D'une taille de 1 à 2 m de hauteur, c'est une plante hémicryptophyte présente dans les étages montagnard à subalpin.
Elle est consommée dans les Pyrénées-Orientales.

## Taxonomie
L'espèce est originellement décrite par Linné sous le nom de Ligusticum peloponnesiacum en 1753. Le genre Molopospermum et l'espèce Molopospermum peloponnesiacum sont créés par le botaniste allemand Wilhelm Daniel Joseph Koch en 1824.
En 1979, la botaniste Isolde Ullmann divise l'espèce en deux sous-espèces, :
- Molopospermum peloponnesiacum subsp. peloponnesiacum
- Molopospermum peloponnesiacum subsp. bauhinii I. Ullmann, 1979

La différence principale entre les deux sous-espèces est liée à un composé chimique : Molopospermum peloponnesiacum subsp. peloponnesiacum est de type "apiol" : ce composé donne la couleur jaune des fleurs et des fruits. Molopospermum peloponnesiacum subsp. bauhinii est de type "terpenaldehyde", donnant quant à lui une couleur blanche des fleurs et fruits.
Tous les synonymes sont rattachés à Molopospermum peloponnesiacum subsp. peloponnesiacum, :
- Cicutaria peloponnesiaca Kuntze, 1891
- Cicutaria verticillata Moench, 1802
- Ligusticum brancionis Schrank
- Ligusticum cicutarium Lam., 1779
- Ligusticum peloponense Vill., 1787
- Ligusticum peloponesiacum L., 1753 (basionyme)[6]
- Molopospermum cicutarium DC., 1830
- Molopospermum cicutifolium Bubani, 1899
- Pleurospermum cicutarium D.Dietr., 1840

## Nom
Le nom du genre Moloposperme signifie « graine meurtrie », du grec molops, meurtrissure, et sperma, graine, en référence aux sillons qui marquent les fruits (à graine unique) dans toute leur longueur.
Le qualificatif de peloponnesiacum signifie du Péloponnèse et est attribué par erreur par Linné qui en croit la plante originaire. Lamarck lui-même admet plus tard n'en avoir jamais vu dans cette région ni ailleurs en Grèce, ainsi que le rapporte Alphonse Pyrame de Candolle, à l'origine des Lois de la nomenclature botanique adoptées en 1867 et qui spécifient notamment qu'un nom impliquant une erreur géographique évidente doit être modifié. Malgré les avis de divers botanistes en ce sens par la suite, le nom n'a pourtant pas été changé.
Du fait de son classement d'origine dans le genre Ligusticum et de la même manière que Ligusticum scoticum est encore connue en français sous le nom de Livêche d'Écosse, l'espèce était jadis surnommée Livêche du Péloponnèse.
L'ancien qualificatif cicutarium signifie à feuilles de ciguë (Cicuta est l'ancien genre de la grande ciguë et de la petite ciguë).
Le nom vernaculaire d'angélique sauvage est souvent employé abusivement en Roussillon pour désigner en français le Moloposperme du Péloponnèse. Le naturaliste Louis Companyo signale déjà cette appellation vulgaire en 1845 et s'en plaint encore en 1864. Cet usage perdure de nos jours, quoi que ce nom désigne en réalité une autre espèce d’Apiacées, mais d'un genre différent : Angelica sylvestris. De la même manière dans le Gard en 1856, le capitaine de Pouzolz mentionne le « nom vulgaire patois » d’angélica de mountagna usité pour désigner cette espèce.

## Description
Le Moloposperme du Péloponnèse peut atteindre un à deux mètres de hauteur. C'est une plante hémicryptophyte, ce qui signifie que ses parties enterrées et basses sont vivaces, tandis que les parties aériennes meurent à la mauvaise saison.
Description d'Hippolyte Coste (1858 - 1924) : « Plante vivace de 1 à 2 mètres, glabre, aromatique, à racine épaisse ; tige grosse, creuse, striée, à rameaux supérieurs opposés ou verticillés ; feuilles inférieures très grandes, tripennatiséquées, à segments lancéolés, longuement acuminés, incisés-dentés ; fleurs blanchâtres, en ombelles grandes, à 30-40 rayons serrés, allongés ; involucre à 6-9 folioles inégales, lancéolées, entières ou incisées-dentées ; calice à 5 dents foliacées, ovales-obtuses ; pétales lancéolés-acuminés, entiers, à pointe ascendante ; styles divariqués, plus longs que le stylopode ; fruit ovoïde, comprimé par le côté, non enflé, sillonné, glabre ; méricarpes à bords contigus, à 5 côtes ailées, inégales, les latérales de moitié plus étroite. »
Les deux sous-espèces se distinguent par la couleur de leurs fleurs et fruits : jaune pour Molopospermum peloponnesiacum subsp. peloponnesiacum et blanche pour Molopospermum peloponnesiacum subsp. bauhinii.

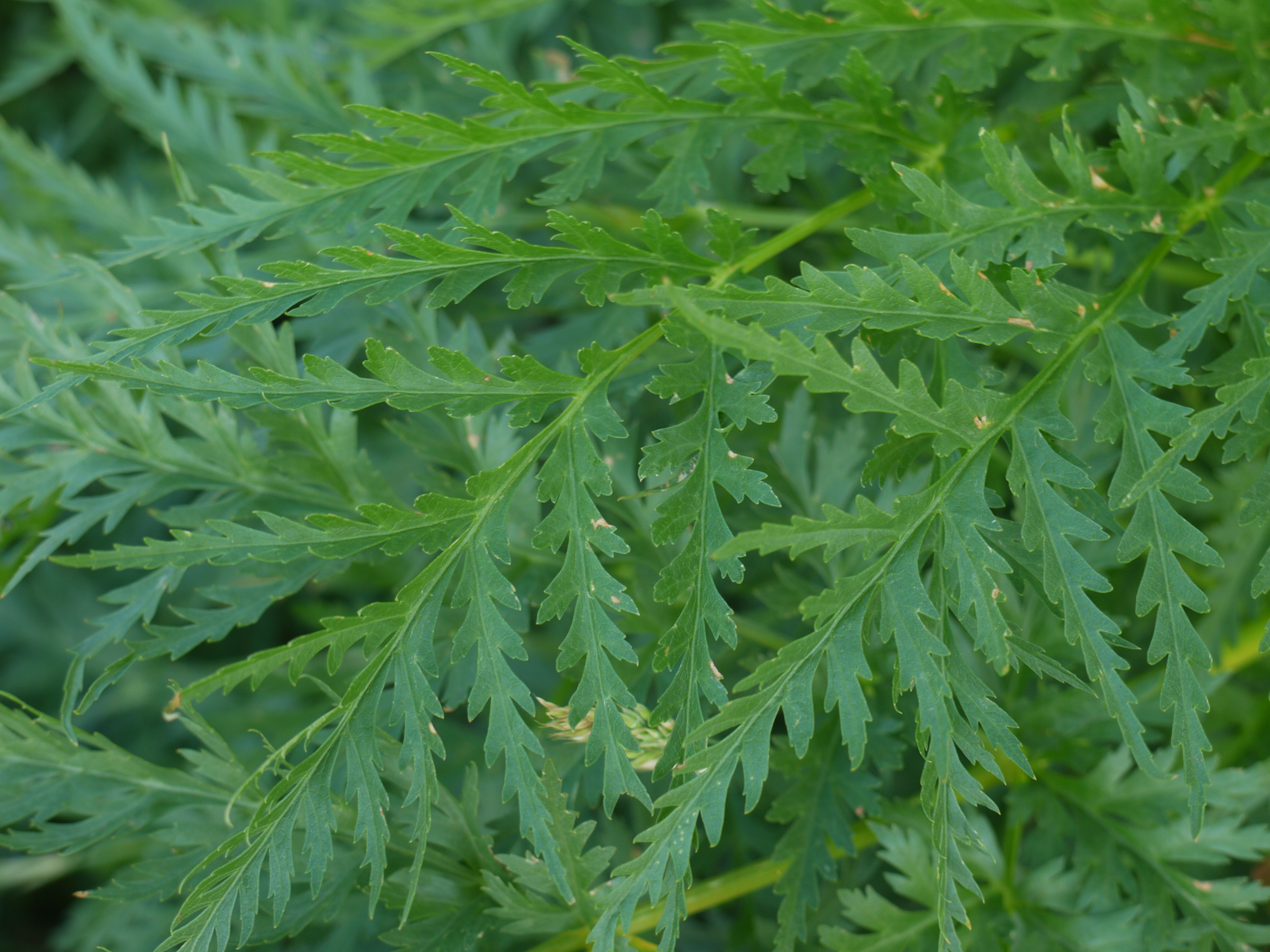
Détail des feuilles.
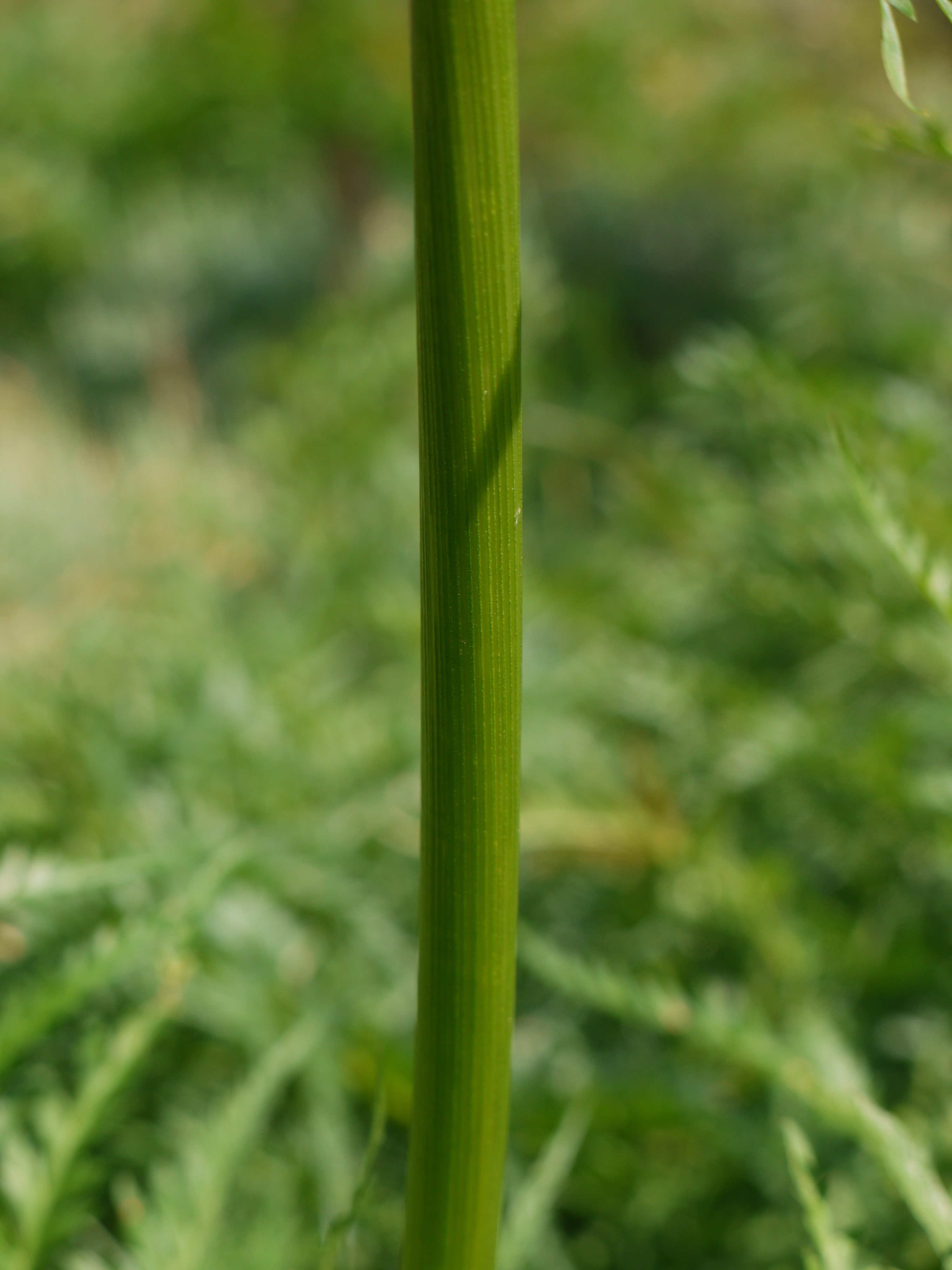
Détail d'une tige.
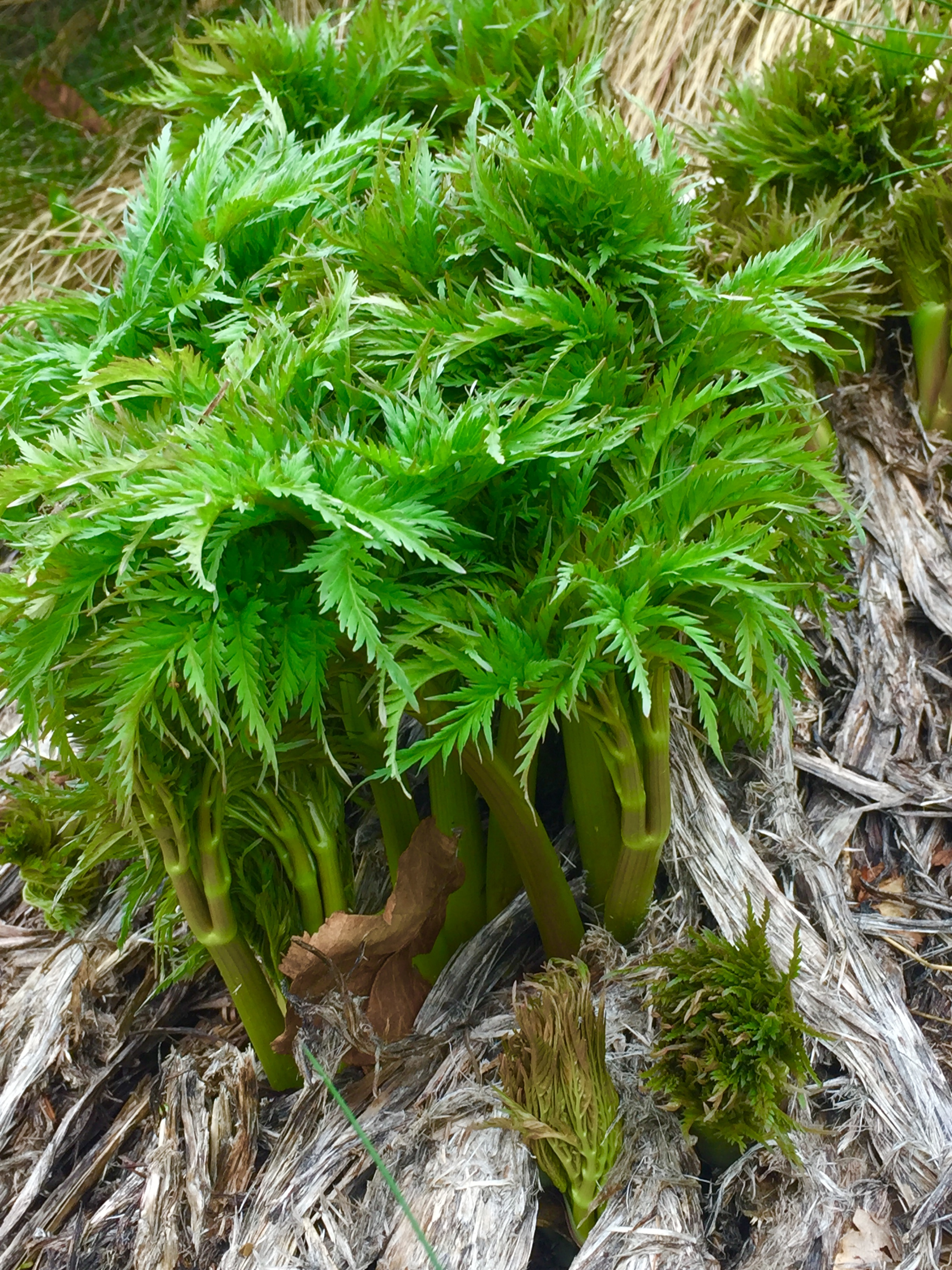
Aspect général au printemps.

## Distribution et habitat

### Distribution
Le Moloposperme du Péloponnèse est présent dans les parties centrale et orientale des Pyrénées, en Andorre, en Espagne et en France, puis en remontant vers le nord jusque dans les Cévennes, ainsi que dans les Alpes du Sud, aussi en Allemagne, en Italie, en Suisse et en Slovénie,.
En France, le Moloposperme du Péloponnèse est présent de manière certaine dans les départements suivants : Alpes-de-Haute-Provence, Alpes-Maritimes, Ardèche, Ariège, Aude, Gard, Haute-Garonne, Hautes-Pyrénées, Hérault, Lozère, Pyrénées-Orientales et Var.
La distribution des deux sous-espèces est la suivante :
- Molopospermum peloponnesiacum subsp. peloponnesiacum : Pyrénées, Massif central, Cévennes, Alpes-Maritimes et Var ;
- Molopospermum peloponnesiacum subsp. bauhinii : Alpes méridionales et orientales.

Molopospermum peloponnesiacum subsp. bauhinii s'est également acclimatée en Scandinavie. Elle est considérée comme une espèce envahissante au Danemark, en Finlande, en Norvège et en Suède depuis 2011.

### Habitat
De par sa taille, le Moloposperme du Péloponnèse est une plante de mégaphorbiaie (grandes herbes), pouvant vivre dans les étages montagnard à subalpin.

## Reproduction
Le Moloposperme du Péloponnèse est une plante hermaphrodite qui fleurit de juin à juillet. Sa pollinisation se fait par entomogamie (par les insectes). Les fruits, ensuite dispersés par le vent, nécessitent de geler.

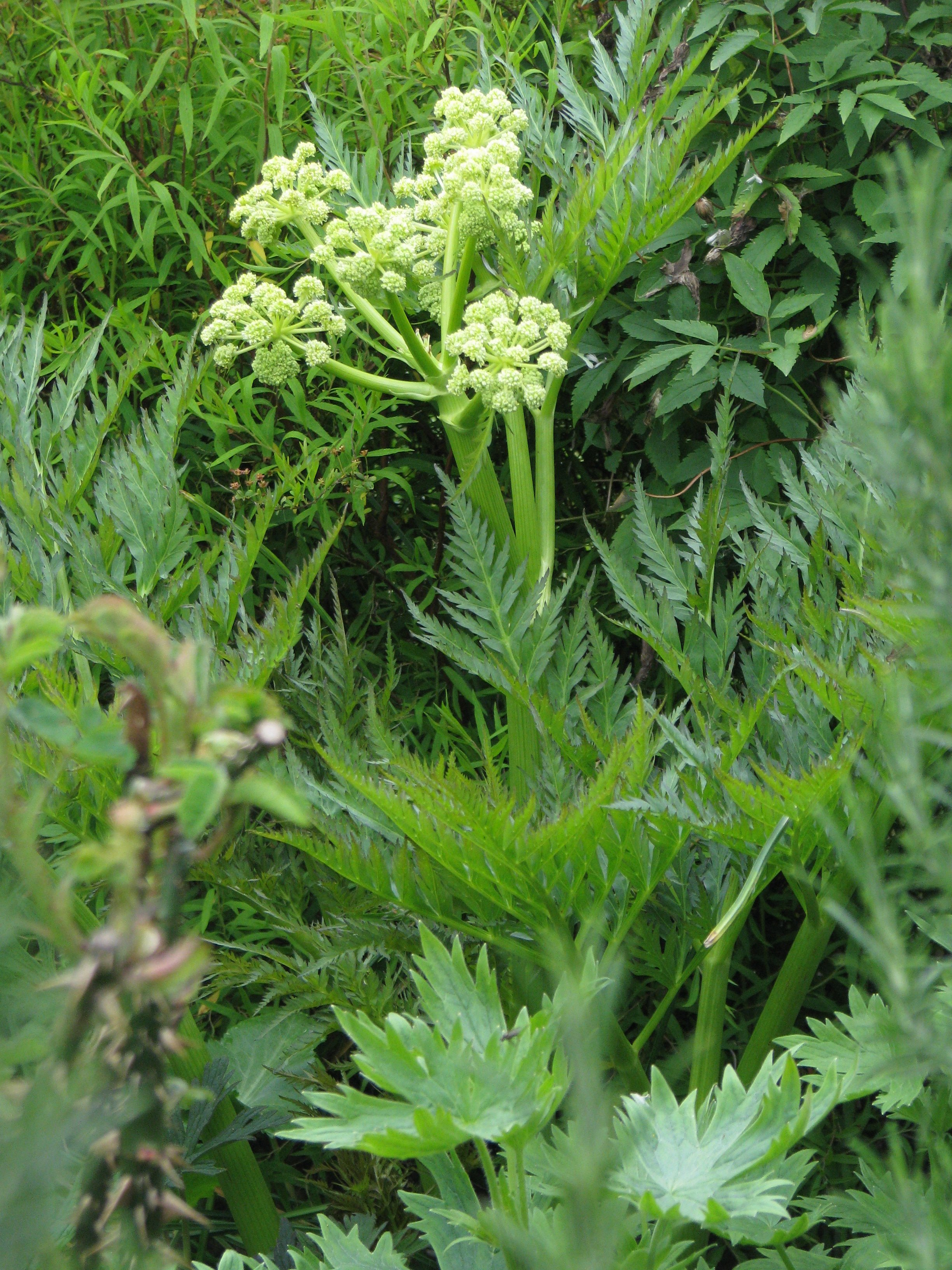
Inflorescence.
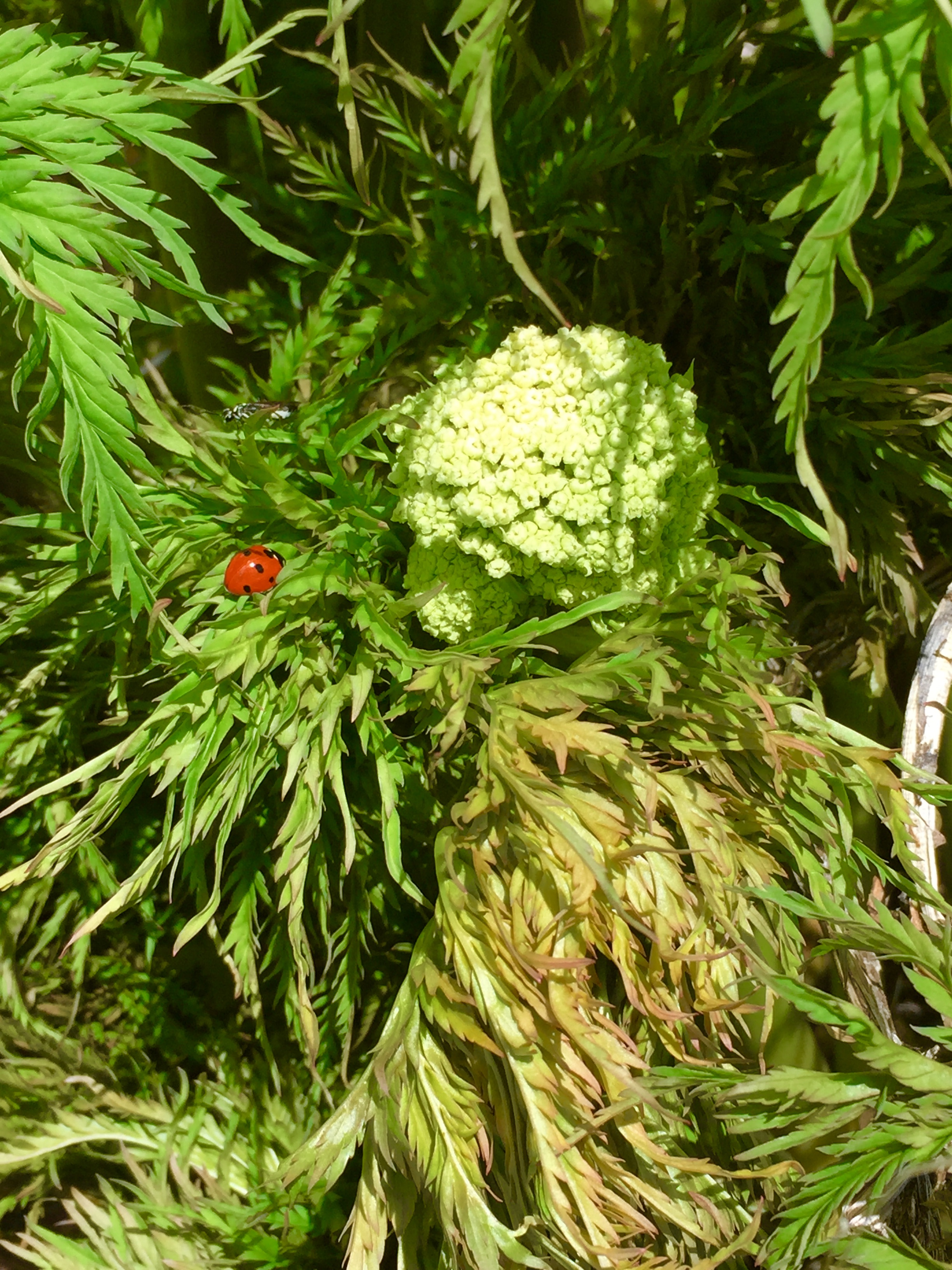
Inflorescence.
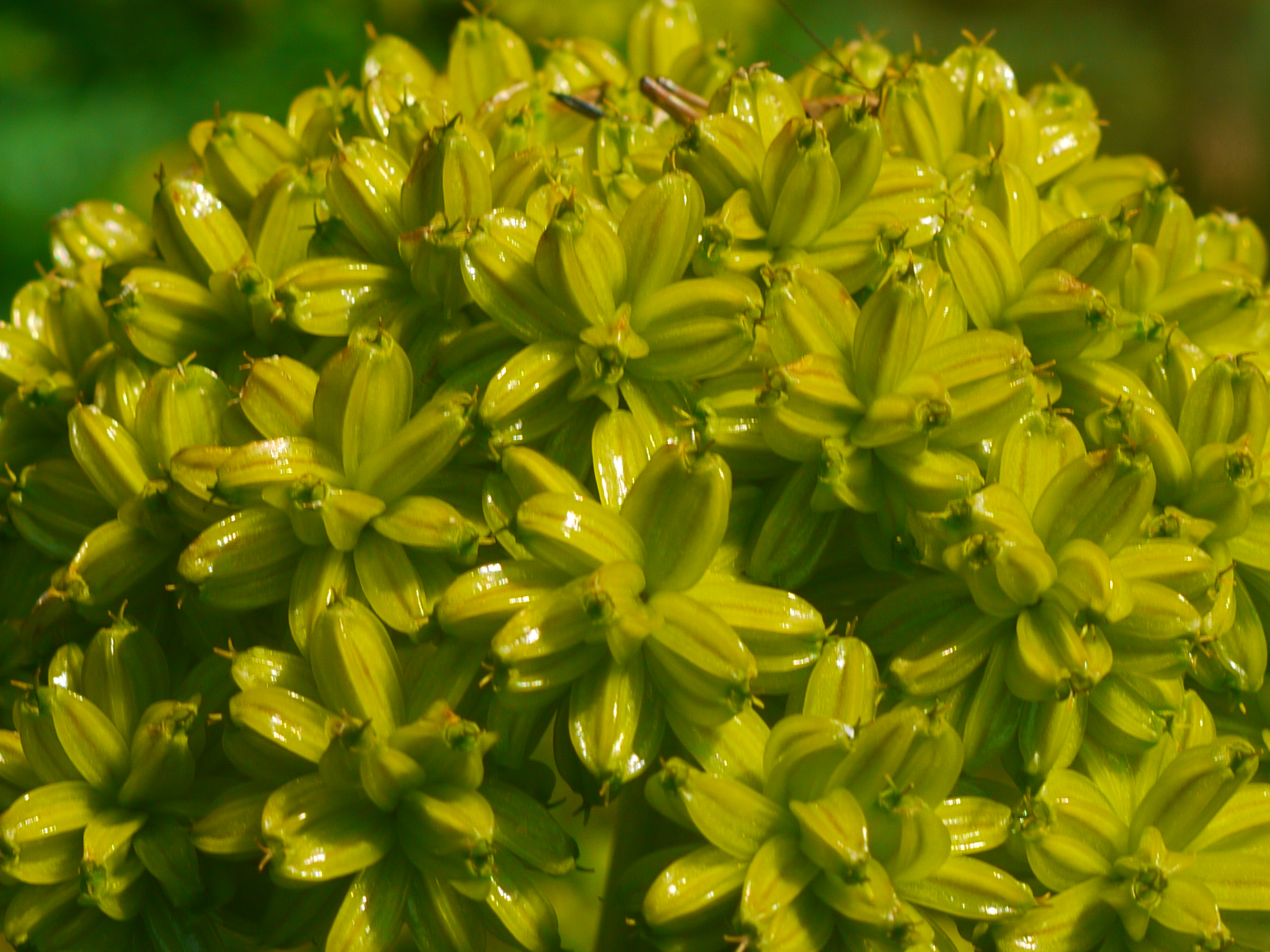
Fruits.
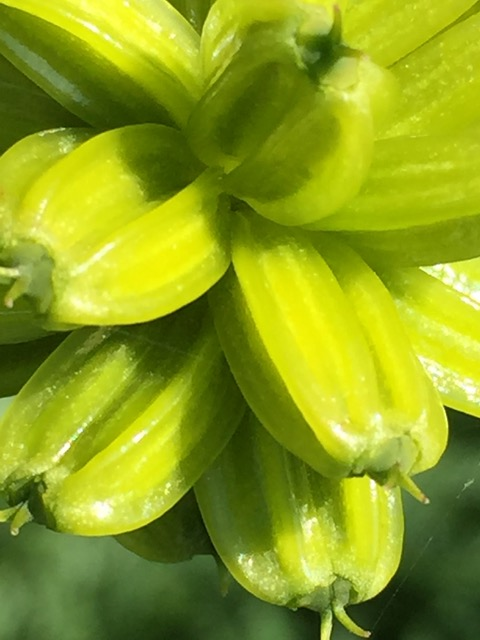
Détail des fruits.

## Statuts de protection, menaces
L'espèce n'est pas considérée comme étant menacée en France. En 2021 elle est classée Espèce de préoccupation mineure (LC) par l'UICN. Toutefois localement l'espèce peut se raréfier: elle est classée en Danger (EN) en région Rhône-Alpes. Elle figure sur la Liste des espèces végétales protégées en région Provence-Alpes-Côte-d'Azur : Article 1.

## Utilisation
Dans les Pyrénées-Orientales, la tradition de consommer du couscouil remonte à plusieurs siècles. Très populaire, sa présence est signalée sur les marchés de Perpignan en 1808. Le botaniste suisse Alphonse Pyrame de Candolle en signale le mode de consommation en 1815 : 

« En Roussillon on recueille les jeunes pousses étiolées qu'on nomme couscouils, et qu'on mange en salade à peu près comme du céleri. »

En 1845, Louis Companyo décrit aussi son usage culinaire dans les Pyrénées-Orientales : 

« (...) on la mange crue, en salade ; elle est très recherchée, malgré l'odeur de punaise qui lui est propre. »

Les pétioles du Moloposperme du Péloponnèse, jeunes, sont consommés de différentes manières : la plus courante est en salade après avoir épluché puis fendu les tronçons en quatre et les avoir laissé tremper dans de l'eau fraîche ; on peut également les faire macérer quelques jours dans l'alcool avec divers aromates pour élaborer des liqueurs ; enfin, l'usage d'en faire des confitures a jadis existé mais est tombé en désuétude.
Le couscouil est également consommé, de manière plus marginale, dans l'Alt Empordà (en Catalogne), comarque frontalière des Pyrénées-Orientales.

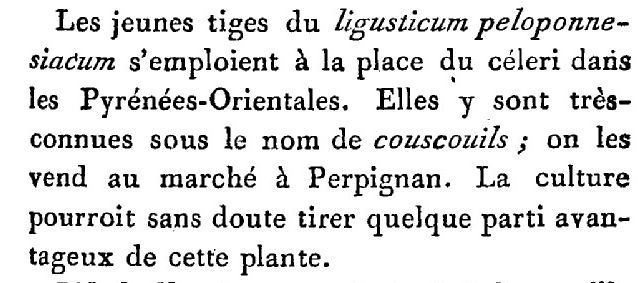
Description du couscouil en 1808.
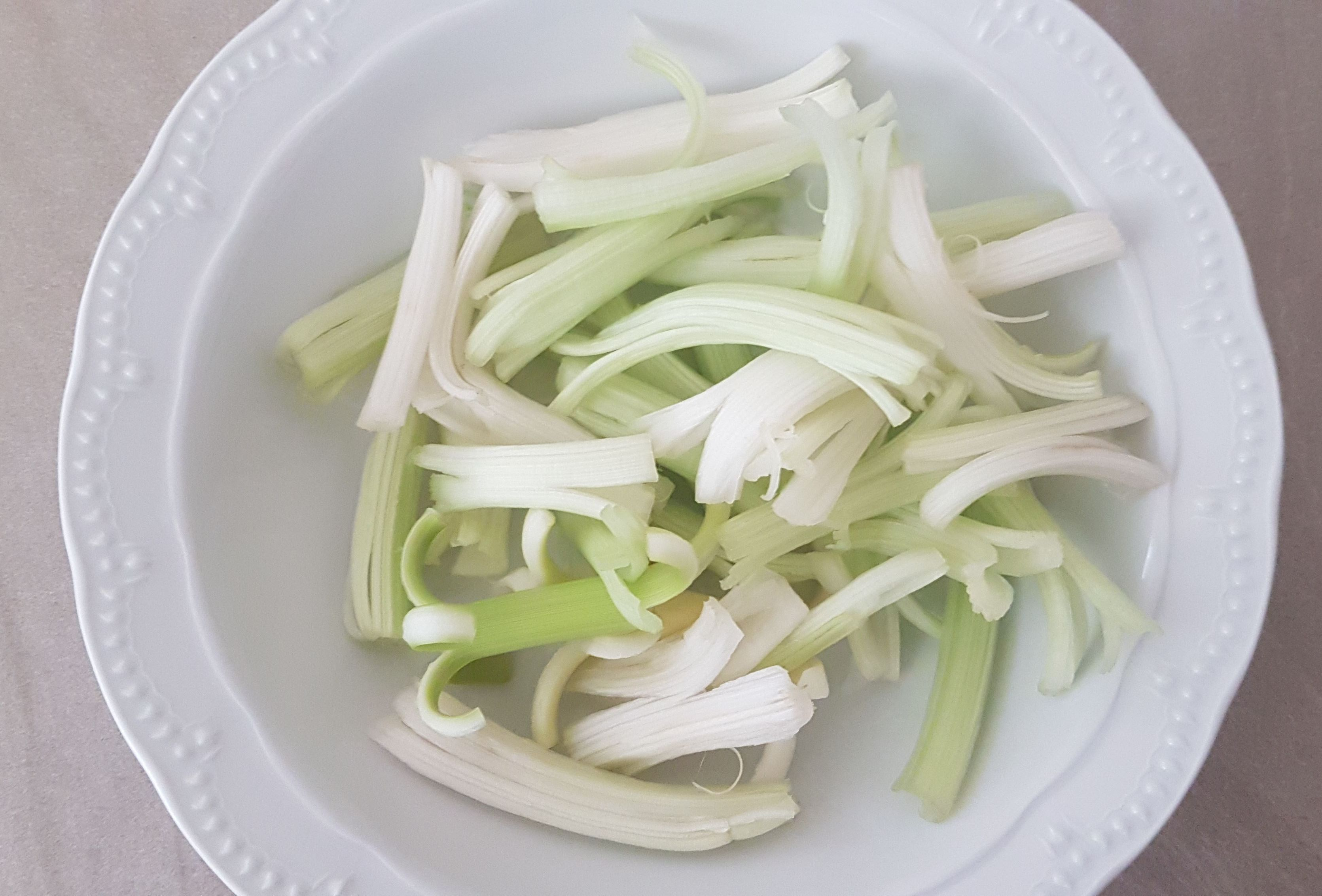
Couscouil du Vallespir prêt à être consommé.
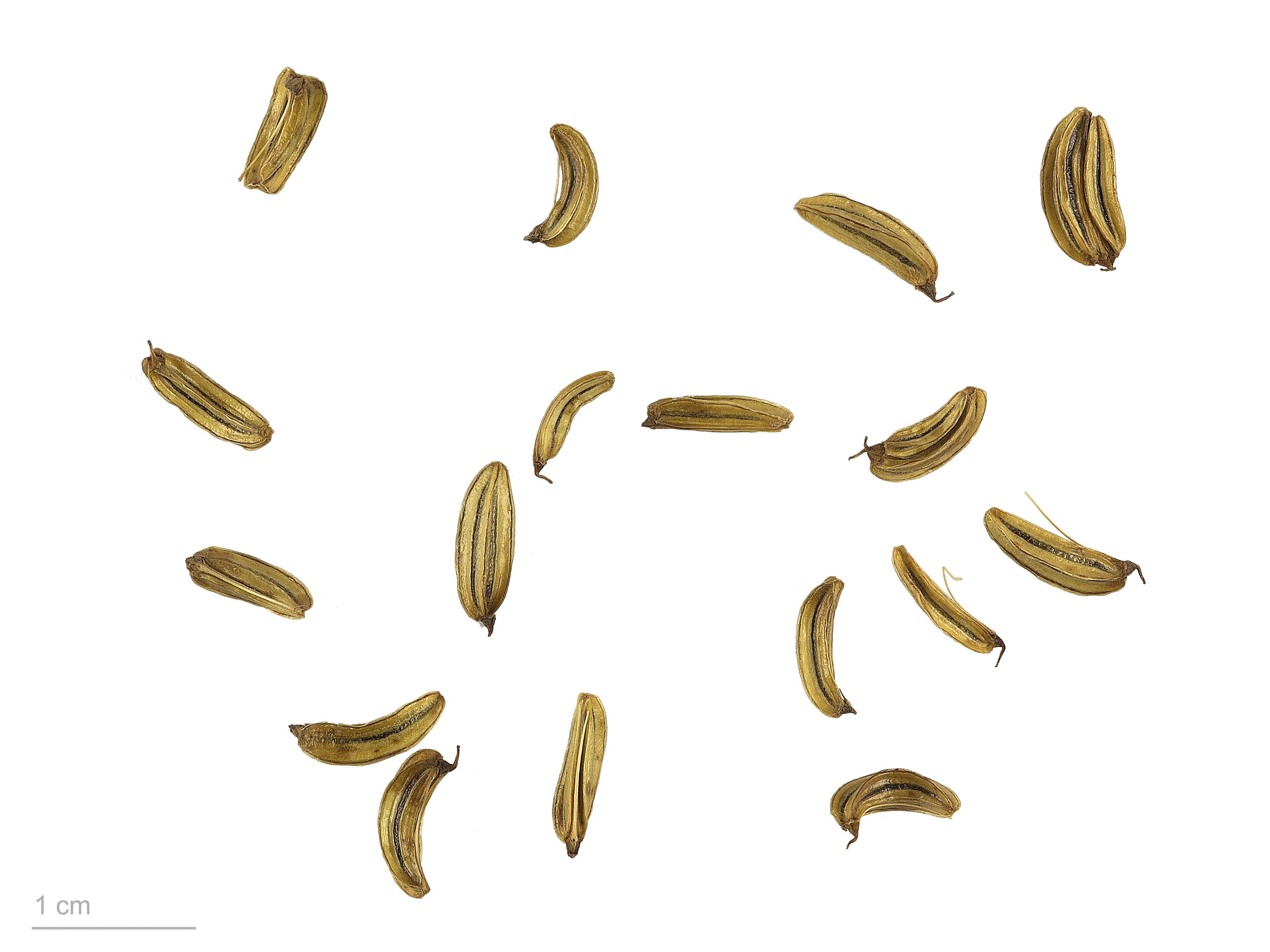
Fruits de Molopospermum peloponnesiacum.
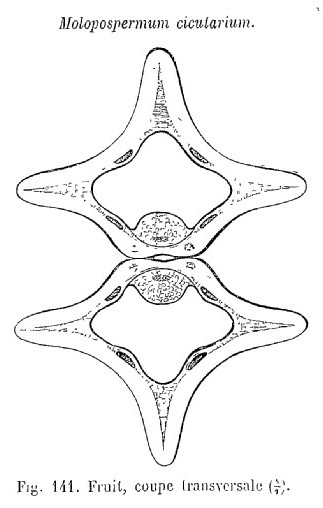
Coupe transversale d'un fruit.

Les feuilles peuvent être confondues avec celles de l'Aconit napel, une espèce de Renonculacées toxique et même souvent mortelle. Ces deux plantes se distinguent par contre facilement lorsqu'elles sont en fleurs. En juin 2018, une telle confusion a causé la mort d'un habitant des Pyrénées-Orientales et l'intoxication grave de deux autres.

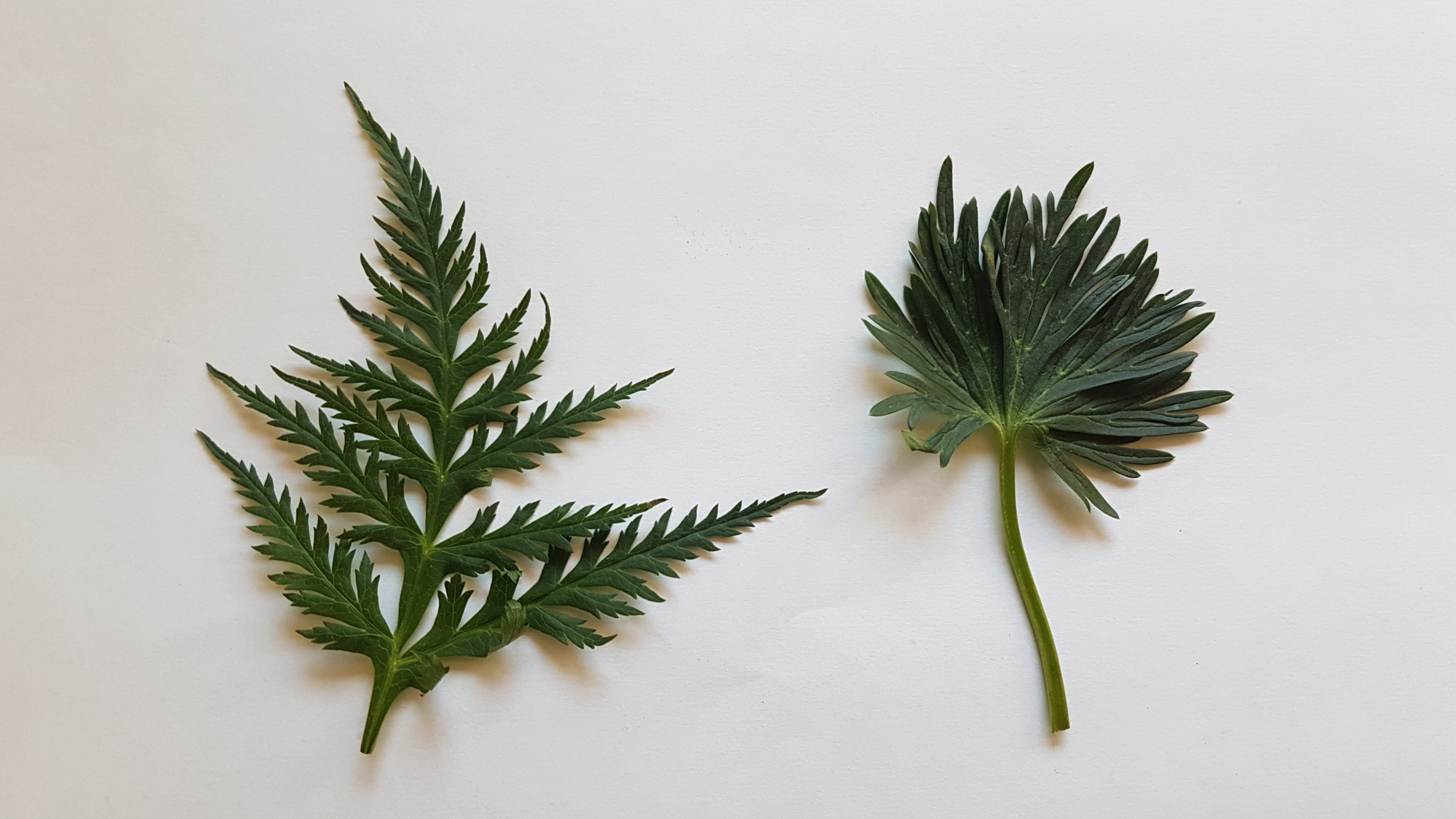
Feuilles de couscouil, à gauche, et d'Aconit napel, à droite. (Pyrénées-Orientales)

## Culture populaire

### Croyances
Dans certaines régions, le Moloposperme du Péloponnèse était faussement réputé narcotique et pouvant même provoquer des maladies graves, notamment la gangrène, ce qui explique qu'il n'était pas consommé en ces lieux.

### Fête
La commune de Sahorre en Conflent possède depuis 2008 une fête du coscoll qui a lieu au début du mois de juin,.